# Alcácer dos Reis Cristãos

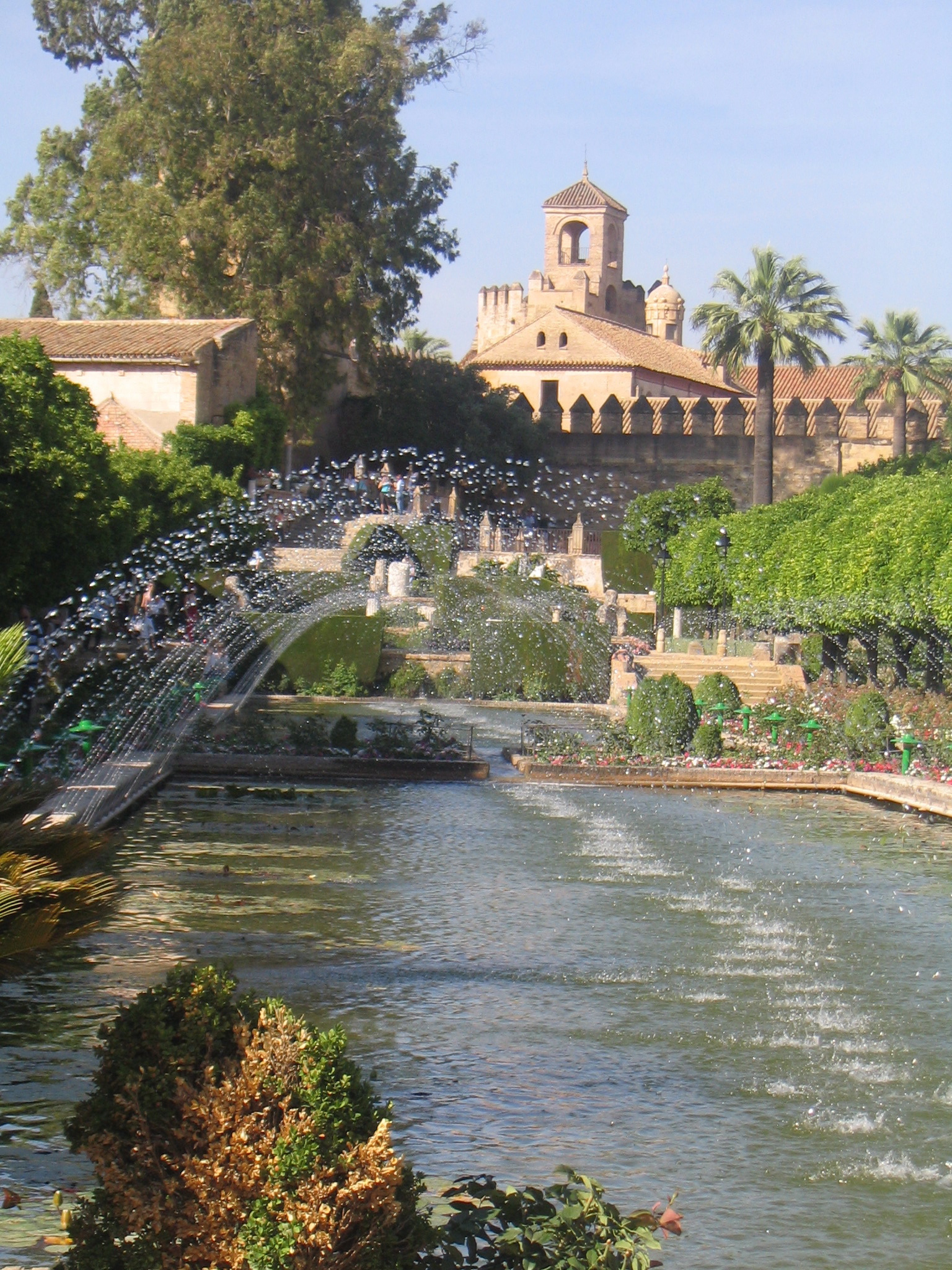
A Torre de Leones do Alcázar vista através de uma fonte dos seus jardins

O Alcázar de los Reyes Cristianos (Alcáçova dos Reis Cristãos), também conhecido como Alcázar de Córdova, é uma alcáçova medieval localizado na província de Córdova, na Espanha, próximo do Rio Guadalquivir e da Mesquita. O Alcázar toma o seu nome dos Reis Católicos: Isabel de Castela e Fernando II de Aragão, para quem a fortificação serviu como uma das suas principais residências.

## História
Embora o alcázar apresente elementos islâmicos, quase toda a estrutura foi construída sob o governo cristão. Originalmente, os visigodos tiveram uma fortaleza naquele lugar. Quando os visigodos caíram perante a Invasão muçulmana da Península Ibérica, os emires do Califado Omíada em Damasco reconstruíram a estrutura. Os Omíadas foram destronados pelos Abássidas, tendo Abderramão I, um membro sobrevivente daquela dinastia, fugido de Damasco para Córdova. Os sucessores de Abderramão I estabeleceram o independente Emirado de Córdova e usaram o alcázar como seu palácio. Durante a vida do Alandalus, a cidade floresceu como um importante centro político e cultural, enquanto a maior parte da Europa continuava na Idade das Trevas. Os mouros expandiram o alcázar, fazendo dele uma enorme composição com banhos, jardins e a maior biblioteca do Ocidente. Moinhos de água no vizinho Guadalquivir forneciam água para irrihar os extensos jardins. Estes moinhos funcionaram até que a Rainha Isabel se queixou que faziam demasiado barulho e a mantinham acordada.

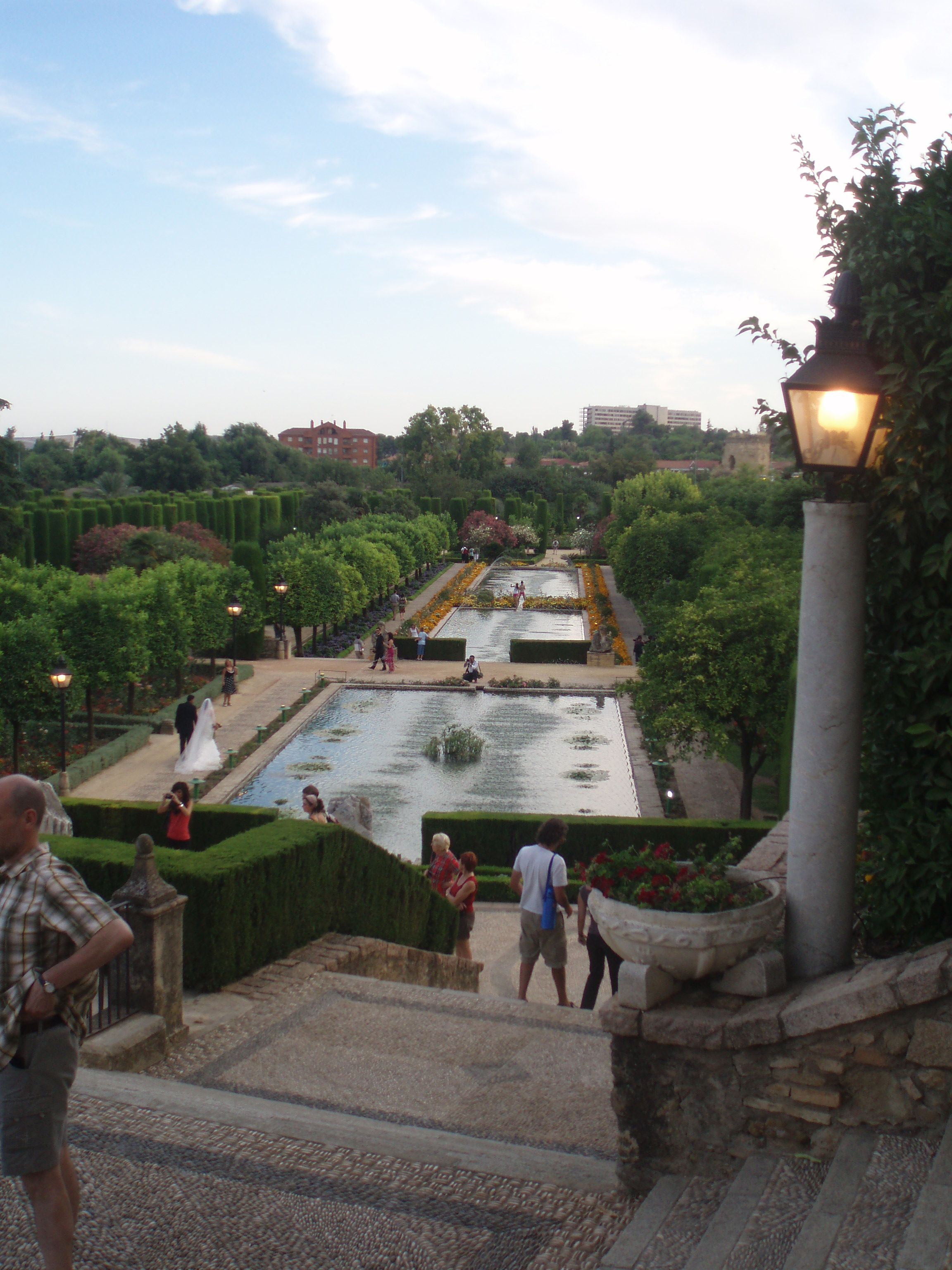
Jardins do Alcázar

Em 1236, as forças cristãs tomaram Córdova no decorrer da Reconquista. Em 1386, Afonso XI de Castela começou a construção da presente estrutura numa parte do lugar da antiga fortaleza. Outra parte do Alcázar mouro havia sido cedida como espólio ao bispo, nobres e à Ordem de Calatrava. A estrutura de Afonso XI manteve apenas uma parte das ruínas mouras embora mantenha a aparência islâmica, uma vez que o monarca recorreu ao estilo mudéjar na sua construção.
O alcázar esteve envolvido na guerra civil em que Henrique IV de Castela enfrentou uma rebelião que apoiava o seu meio-irmão adolescente, Afonso. Durante a guerra, as defesas do alcázar foram elevadas para que fosse possível enfrentar o advento da pólvora. Ao mesmo tempo, foi construída a torre principal do alcázar, actualmente conhecida como "Torre da Inquisição".
A sucessora de Henrique IV, Isabel I de Castela, e o seu marido, Fernando II de Aragão, serviram-se do alcázar para instalar o primeiro tribunal permanente da Inquisição Espanhola e como quartel-general das suas campanhas contra o Reino Nacérida de Granada, o último reino mouro que restava na Espanha. A Inquisição começou a usar o alcázar como uma das suas sedes em 1482, convertendo grande parte da estrutura, incluindo os banhos árabes, em câmaras de tortura e interrogatório. A Inquisição manteve um tribunal no alcázar durante três séculos. Boabdil foi aqui mantido prisioneiro em 1483, até que prometeu fazer de Granada um estado tributário. Quando Boabdil recusou entregar o seu reino, em 1489, os espanhóis lançaram um ataque. A campanha de Isabel e Fernando contra Granada aconteceu em 1492. No mesmo ano, os monarcas encontraram-se com Cristóvão Colombo no alcázar quando este se preparava para a sua primeira viagem às Américas.
Em 1810, durante a Guerra Peninsular, o alcázar serviu como guarnição para as tropas de Napoleão Bonaparte. Em 1821, o palácio tornou-se numa prisão. Finalmente, o governo espanhol fez do Alcázar de los Reyes Cristianos uma atracção turística e monumento nacional na década de 1950.

## Estrutura e turismo
O Alcázar de los Reyes Cristianos  serve, actualmente, como uma importante atracção turística. Muitos turistas visitam os Banhos Árabes, os quais foram, na realidade, construídos durante o reinado de Afonso XI. Do mesmo modo, os jardins de influência moura são originários dos séculos XVIII e XIX.
O alcázar centra-se no Patio Morisco ("Pátio Mourisco"), outro elemento popular. Os turistas também podem subir a duas torres: a Torre de los Leones ("Torre dos Leões") e a Torre de Homenaje ("Torre de Menagem"). A última possui características góticas, incluindo um tecto ogival.
Na Torre da Inquisição estão expostos uma série de mosaicos e sarcófagos romanos.